# Rainer Salzgeber
Rainer Salzgeber (ur. 26 kwietnia 1967 w Schruns) – austriacki narciarz alpejski, wicemistrz świata.

## Kariera
Po raz pierwszy na arenie międzynarodowej pojawił się w 1985 roku, startując na mistrzostwach świata juniorów w Jasnej. Zdobył tam złote medale w slalomie i kombinacji. Zajął też piąte miejsce w gigancie i szesnaste w zjeździe.
Pierwsze punkty w zawodach w zawodach Pucharu Świata zdobył 23 listopada 1989 roku w Park City, zajmując 13. miejsce w gigancie. Na podium zawodów tego cyklu po raz pierwszy stanął 18 stycznia 1994 roku w Crans-Montana, gdzie rywalizację w tej samej konkurencji ukończył na trzeciej pozycji. W zawodach tych wyprzedzili go jedynie Jan Einar Thorsen z Norwegii i Mitja Kunc ze Słowenii. W kolejnych startach jeszcze pięć razy stawał na podium: 18 marca 1995 roku w Bormio był trzeci w gigancie, 15 marca 1997 roku w Vail był drugi w tej konkurencji, 6 stycznia 1998 roku w Saalbach-Hinterglemm i 19 grudnia 1999 roku w Alta Badia ponownie zajmował trzecie miejsce, a 9 stycznia 1999 roku w Schladming był drugi w supergigancie. Najlepsze wyniki osiągnął w sezonie 1991/1992, kiedy to zajął 24. miejsce w klasyfikacji generalnej, a w klasyfikacji kombinacji był siódmy. Zajął też między innymi szóste miejsce w klasyfikacji giganta w sezonie 1996/1997.
Największy sukces w karierze osiągnął w 1993 roku, kiedy podczas mistrzostw świata w Morioce zdobył srebrny medal w gigancie. Na podium rozdzielił tam Norwega Kjetila André Aamodta i Johana Wallnera ze Szwecji. Był to jego jedyny medal wywalczony na międzynarodowej imprezie tej rangi. Był też między innymi dziewiąty w tej konkurencji na mistrzostwach świata w Sestriere cztery lata później. W 1992 roku wystartował na igrzyskach olimpijskich w Albertville, zajmując siódme miejsce w gigancie i piętnaste w supergigancie, a rywalizacji w kombinacji nie ukończył. Brał też udział w igrzyskach w Lillehammer w 1994 roku, gdzie w gigancie był piąty.
W 2002 roku zakończył karierę.

## Osiągnięcia

### Igrzyska olimpijskie
| Miejsce | Dzień     | Rok  | Miejscowość | Konkurencja | Czas biegu | Strata | Zwycięzca           |
| ------- | --------- | ---- | ----------- | ----------- | ---------- | ------ | ------------------- |
| DNF2    | 11 lutego | 1992 | Albertville | Kombinacja  | 14,58 pkt  | -      | Josef Polig         |
| 15.     | 16 lutego | 1992 | Albertville | Supergigant | 1:13,04    | +2,27  | Kjetil André Aamodt |
| 7.      | 18 lutego | 1992 | Albertville | Gigant      | 2:06,98    | +1,85  | Alberto Tomba       |
| 5.      | 23 lutego | 1994 | Lillehammer | Gigant      | 2:52,46    | +0,41  | Markus Wasmeier     |

### Mistrzostwa świata
| Miejsce | Dzień     | Rok  | Miejscowość       | Konkurencja | Czas biegu | Strata | Zwycięzca                |
| ------- | --------- | ---- | ----------------- | ----------- | ---------- | ------ | ------------------------ |
| DNF     | 8 lutego  | 1993 | Morioka           | Kombinacja  | 34,22 pkt  | -      | Lasse Kjus               |
| 2.      | 10 lutego | 1993 | Morioka           | Gigant      | 2:15,36    | +0,87  | Kjetil André Aamodt      |
| 9.      | 12 lutego | 1997 | Sestriere         | Gigant      | 2:48,23    | +2,75  | Michael von Grünigen     |
| 16.     | 2 lutego  | 1999 | Vail/Beaver Creek | Supergigant | 1:14,53    | +1,67  | Hermann Maier Lasse Kjus |

### Mistrzostwa świata juniorów
| Miejsce | Dzień     | Rok  | Miejscowość | Konkurencja | Czas biegu | Strata | Zwycięzca          |
| ------- | --------- | ---- | ----------- | ----------- | ---------- | ------ | ------------------ |
| 16.     | 28 lutego | 1985 | Jasná       | Zjazd       | 1:18,01    | +2,35  | Giorgio Piantanida |
| 5.      | 2 marca   | 1985 | Jasná       | Gigant      | 2:17,55    | +2,36  | Robert Žan         |
| 1.      | 3 marca   | 1985 | Jasná       | Slalom      | 1:42,82    | -      | -                  |
| 1.      | 3 marca   | 1985 | Jasná       | Kombinacja  | ?          | -      | -                  |

### Puchar Świata

#### Klasyfikacje końcowe sezonu
- sezon 1989/1990: 51.
- sezon 1990/1991: 31.
- sezon 1991/1992: 24.
- sezon 1992/1993: 48.
- sezon 1993/1994: 44.
- sezon 1994/1995: 36.
- sezon 1995/1996: 54.
- sezon 1996/1997: 37.
- sezon 1997/1998: 32.
- sezon 1998/1999: 25.
- sezon 1999/2000: 41.
- sezon 2000/2001: 70.
- sezon 2001/2002: 122.

#### Miejsca na podium
1. Crans-Montana – 18 stycznia 1994 (gigant) – 3. miejsce
2. Bormio – 18 marca 1995 (gigant) – 3. miejsce
3. Vail – 15 marca 1997 (gigant) – 2. miejsce
4. Saalbach-Hinterglemm – 6 stycznia 1998 (gigant) – 3. miejsce
5. Schladming – 9 stycznia 1999 (supergigant) – 2. miejsce
6. Alta Badia – 19 grudnia 1999 (gigant) – 3. miejsce